# لرنز (کارولینای جنوبی)
لرنز(به انگلیسی: Laurens) شهری در ایالت کارولینای جنوبی کشور ایالات متحده آمریکا است که جمعیت آن در سرشماری سال ۲۰۱۰ میلادی، ۹٬۱۳۹ نفر بوده‌است.